# Baxter Mill
Die Baxter Mill ist eine historische Wassermühle und heutiges Museum in West Yarmouth im Bundesstaat Massachusetts der Vereinigten Staaten. Das Gebäude wurde 1981 in das National Register of Historic Places eingetragen.

## Beschreibung
Die Baxter Mill befindet sich an der Nordseite der Massachusetts Route 28 und steht unmittelbar neben dem Mill Pond, aus dem der Mill Creek bis in den Atlantischen Ozean fließt. Das Gelände ist mit einem 8 ft (2,4 m) hohen Maschendrahtzaun eingegrenzt. Das Gebäude selbst weist einen quadratischen Grundriss mit 20 ft (6,1 m) Kantenlänge auf und ist mit Holzschindeln verkleidet. Zum Haupteingang auf der Südseite der Mühle führen vier Stufen, ein Nebeneingang befindet sich auf der Ostseite.
Das als Getreidemühle genutzte Gebäude wurde 1710 von John und Shubel Baxter errichtet und verfügte ursprünglich über ein außen angebrachtes Wasserrad, das die Mühlsteine im Inneren antrieb. 1860 wurden das ursprüngliche Bauwerk durch den heute noch stehenden Nachfolgebau und das hölzerne Wasserrad durch eine innenliegende, 5 ft (1,5 m) hohe Wasserturbine aus Eisen mit einem Durchmesser von 4 ft (1,2 m) ersetzt. Die originale Turbine wurde 1961 während der Restaurierungsarbeiten durch eine exakte Kopie ersetzt und ist heute außerhalb des Gebäudes als Exponat des Museums zu sehen. Die Baxter Mill war die einzige mit einer Turbine angetriebene Mühle am Cape Cod; alle anderen nutzten außenliegende Wasser- bzw. Windräder.
Nach der abgeschlossenen Restaurierung wurde das Gebäude der Stadt als Museum übergeben.